# アングロ・カトリック

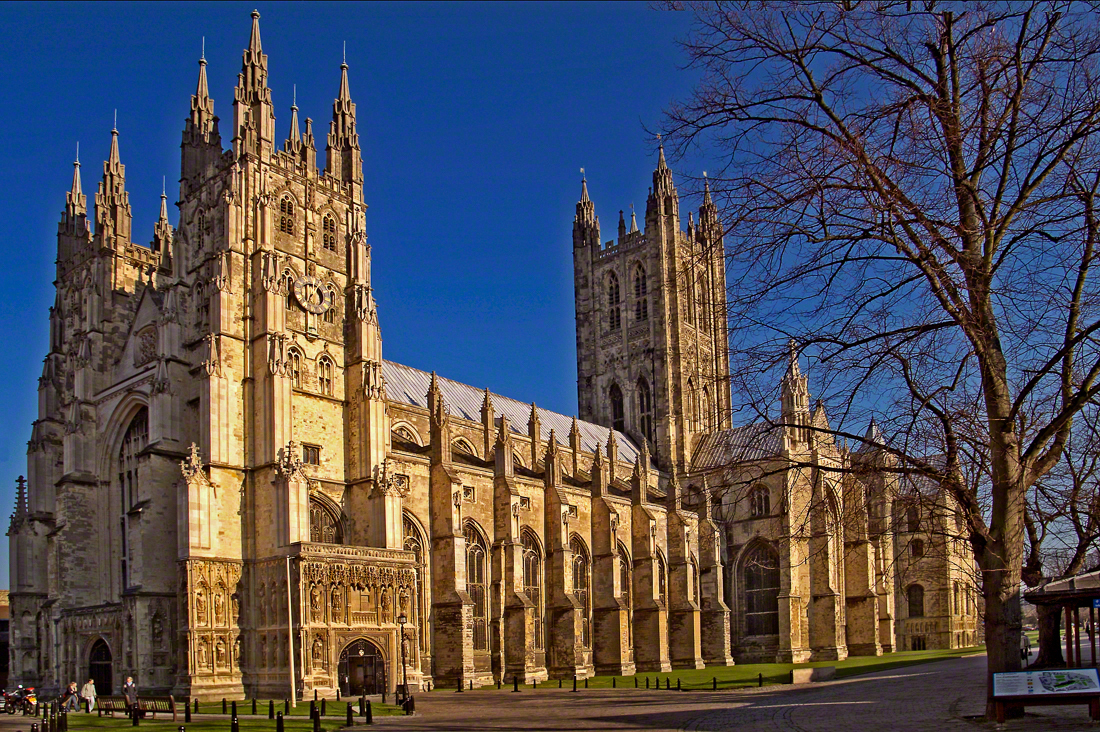
カンタベリー大聖堂の正面入口

アングロ・カトリック（英語: Anglo-Catholicism）は、英国国教会カトリック、カトリック聖公会主義などとも呼ばれ、英国国教会におけるさまざまなカトリックの遺産と独自性を強調する聖公会内の人々、信念、実践から成り立っている。
アングロ・カトリックという用語は19世紀初頭に造られたが[3]、聖公会でカトリック的性質を強調する運動はそれ以前にも存在していた。アングロ・カトリック主義の歴史に特に影響を与えたのは、17世紀のカロライン・ディバイン（Caroline Divines）と呼ばれた神学者たちで、17世紀と18世紀のジャコバイト臣従宣誓拒否運動、1833年にオックスフォード大学で始まったオックスフォード運動で、 このため「カトリックの復活」として知られる英国国教会歴史の期間を呈した。
少数のアングロカトリック教徒は、聖公会内の教皇派と呼ばれていて、ローマカトリック教会と関係がないにもかかわらず、教皇首位説の下にいると考えている。そうしたアングロ・カトリック主義者は、特にイングランドでは、第2バチカン公会議以降の新しいミサ儀式に従ってミサを祝うことが多く、ローマカトリック教会へ復帰することを求めている。
さらに、教皇ベネディクト16世が作成した元英国国教会信者ための個人的儀式に出るメンバーは、非公式に「アングロカトリック主義者」と呼ばれることもある。

## アングロ・カトリック教会の一覧
英国内だけでなく、世界に広がったアングロ・カトリックと目される教会の英語リストが上のようにある。
日本国内では、東京都豊島区の立教学院諸聖徒礼拝堂がアングロ・カトリック的な典礼を持つ教会として知られる。復活祭、ペンテコステ、クリスマスといった主要な祝日には荘厳ミサを行うほか、毎朝聖餐式を、また毎主日には歌による聖餐式を執り行っている。典礼面では祭服や振り香炉、聖櫃の使用などが行われている。